# Indra Soundar Rajan
Indra Soundar Rajan (en tamoul : இந்திரா சௌந்தர்ராஜன் (indirā saundarrājan)) est un écrivain indien d'expression tamoule né le 13 novembre 1958 à Salem (Tamil Nadu) et mort le 10 novembre 2024 à Madurai (Tamil Nadu),. 

## Biographie
Indra Soundar Rajan a écrit des romans, des contes et des scripts. 
- Marmadesam (Tierra misteriosa)
- Ruthra Veena

Il habitait à Madurai.